# Geai houppé
Cyanocorax melanocyaneus
Espèce
Statut de conservation UICN

 LC  : Préoccupation mineure

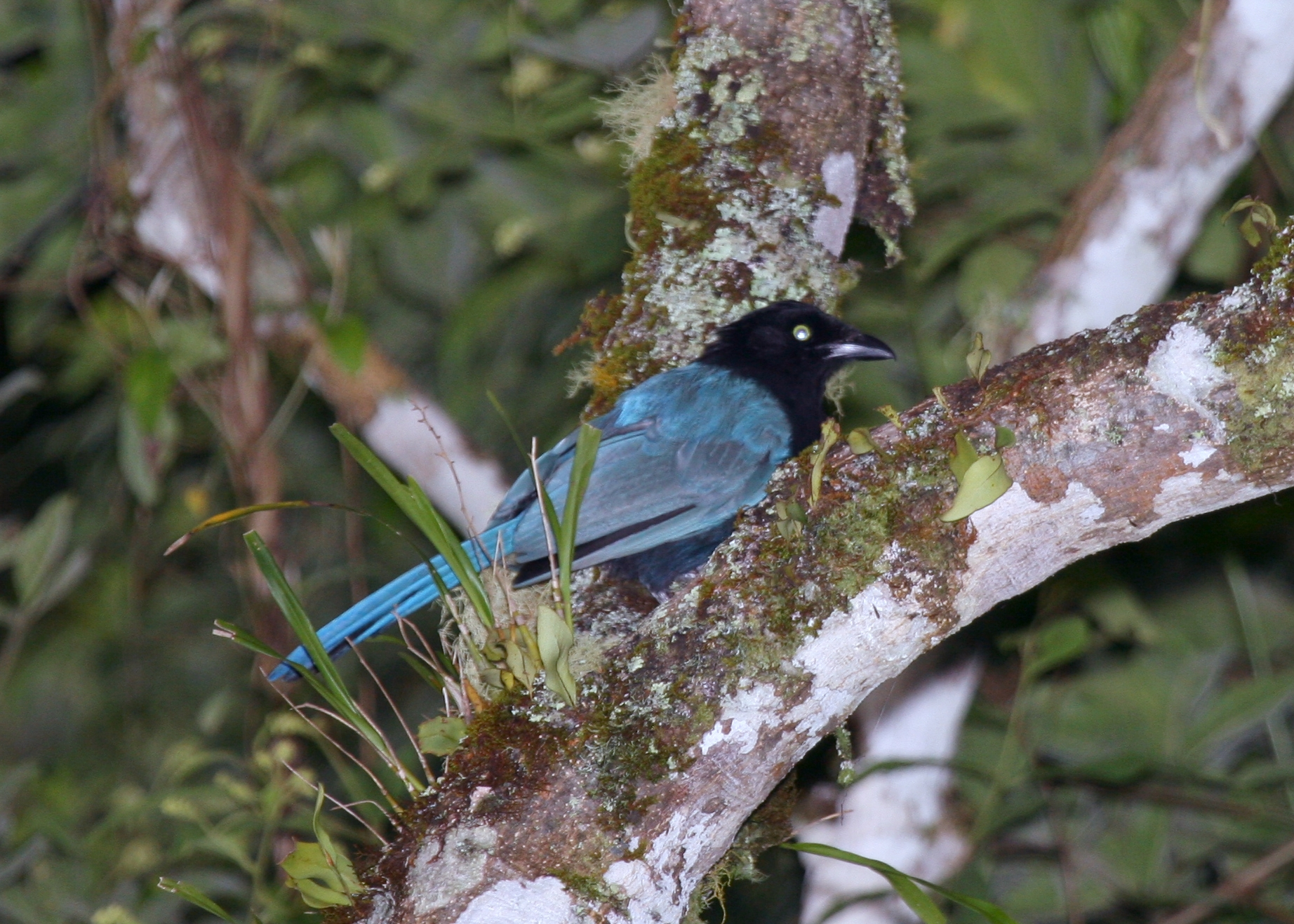
Cyanocorax melanocyaneus.

Le Geai houppé (Cyanocorax melanocyaneus) est un oiseau appartenant à la famille des Corvidae. On le rencontre en Amérique centrale, où son habitat naturel est une forêt montagnarde humide et subtropicales ou tropicales et d'anciennes forêts fortement dégradées. Il existe deux sous-espèces : C. m. melanocyaneus, que l'on trouve au Guatemala et dans le sud du Salvador. C. m. chavezi  se trouve au Honduras et au nord-ouest du Nicaragua. 

## Description
Le Geai houppé adulte a une longueur de 28 à 33 cm et un poids allant de 103 à 115 g. La queue est longue et les plumes centrales graduées. Les sexes se ressemblent. La tête, le cou, la poitrine et le manteau supérieur sont noirs. Les parties supérieures restantes sont bleu foncé avec un reflet violet ou vert. Les parties inférieures sont bleu verdâtre. Le dessous des ailes est gris et le dessous la queue est noirâtre. La tête porte une couronne de plumes, les iris sont jaunes, le bec noir et assez petit et les pattes sont noires.

## Répartition et habitat
Ce geai est originaire d'Amérique. Il vit à des altitudes comprises entre 600 et 2 450 m. Son habitat est constitué de forêts humides, surtout de forêts de pins ou de chênes. Il s'adapte bien à la dégradation de son habitat. 

## Comportement
L'espèce est sociale et vit en petits groupes. Ils sont omnivores. Leur régime alimentaire comprend des graines, des fruits, des invertébrés et des noix. Le nid est construit dans un sous-bois dense. Il est constitué de brindilles et de fibres végétales. La femelle dépose trois ou quatre œufs fin avril / début mai. Une autre femelle partage l'incubation avec elle et de nombreux oiseaux aident à nourrir les juvéniles.